# Бунино (Архангельское сельское поселение)
Бунино — деревня в Урицком районе Орловской области России.
Входит в состав Архангельского сельского поселения.

## География
Расположена южнее посёлка Бунинский; населённые пункты разделяет автомобильная дорога Р120 (Орёл — Брянск — Смоленск — граница с Республикой Беларусь), до 31 декабря 2017 года называлась А-141. Южнее Бунино протекает река Лубна.
В деревне имеется одна улица — Лесная.

## Население
| 2010 |
| ---- |
| 34   |